# آنتروپی مولی استاندارد
انتروپی مولی استاندارد در شیمی عبارت است از انتروپی یک مول از ماده در شرایط استاندارد ترمودینامیکی و نه شرایط STP. انتروپی مولی استاندارد را با S° نشان می‌دهند و یکای آن ژول بر مول کلوین (J mol−1 K−1) است. برخلاف آنتالپی استاندارد تشکیل، S°، مقداری مطلق است؛ بنابراین عنصری در شرایط استاندارد مقدار معین و ناصفر از S در دمای اتاق دارد. بر پایهٔ قانون سوم ترمودینامیک، انتروپی ساختار بلوری خالص می‌تواند در دمای صفر کلوین، صفر باشد. البته این مطلب برای یک بلور کامل است که معمولاً اتفاق نمی‌افتد اما در شرایط واقعی مقدارش نزدیک به صفر است.

## ترمودینامیک
اگر یک مول از ماده‌ای در دمای صفر کلوین باشد و توسط پیرامونش به ۲۹۸ کلوین برسد، انتروپی مولی کل آن برابر خواهد بود با مجموع N بخش تشکیل دهندهٔ آن:
{\displaystyle S^{\circ }=\sum _{k=1}^{N}\Delta S_{k}=\sum _{k=1}^{N}\int {\frac {dq_{k}}{T}}\,dT}
در این رابطه dqk/T نشان دهندهٔ مقدار اندکی از انتقال گرما یا انرژی در دمای T است. انتروپی مولی کل برابر است با مقدار این انتروپی‌های بخش‌های کوچکتر که در آنها کوچکترین تغییرات، فرایندی برگشت‌پذیر است.

## شیمی
برای انتروپی مولی استاندارد یک گاز در STP موارد زیر وارد می‌شود:
- ظرفیت گرمایی یک مول از جامد از صفر کلوین تا نقطهٔ ذوب (بعلاوهٔ تبادل گرمایی میان ساختارهای بلوری متفاوت)
- آنتالپی ذوب جامد
- ظرفیت گرمایی مایع از نقطهٔ ذوب تا نقطه جوش
- آنتالپی تبخیر مایع
- ظرفیت گرمایی گاز از نقطهٔ جوش تا دمای اتاق

تغییرات انتروپی با تغییر فاز و واکنش شیمیایی مرتبط است. معادلات شیمیایی از انتروپی مولی استاندارد واکنشگر ناب و محصولات شیمیایی برای پیدا کردن انتروپی استاندارد واکنش استفاده می‌کنند:
ΔS°rxn = S°products – S°reactants
با کمک انتروپی استاندارد واکنش می‌فهمیم فرایند خودبخودی است یا خیر چون برپایهٔ قانون دوم ترمودینامیک یک فرایند خودبخودی همواره در جهت افزایش انتروپی سیستم و پیرامونش است:
ΔStotal = ΔSsystem + ΔSsurroundings> 0
انتروپی مولی برای گازهای سنگین تر بیشتر است.